# Masdevallia caesia
Masdevallia caesia là một loài thực vật có hoa trong họ Lan. Loài này được Roezl mô tả khoa học đầu tiên năm 1883.

## Hình ảnh

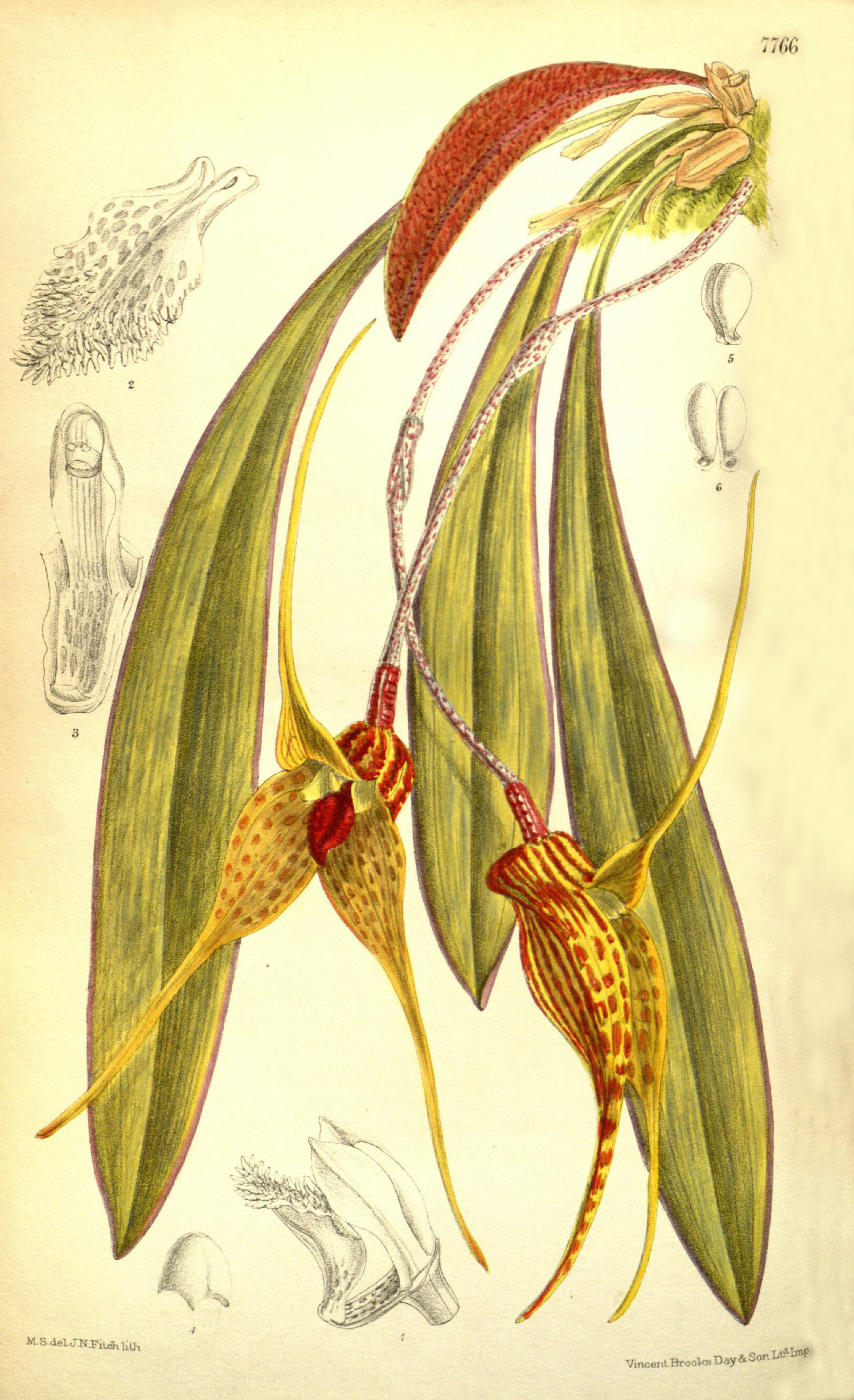
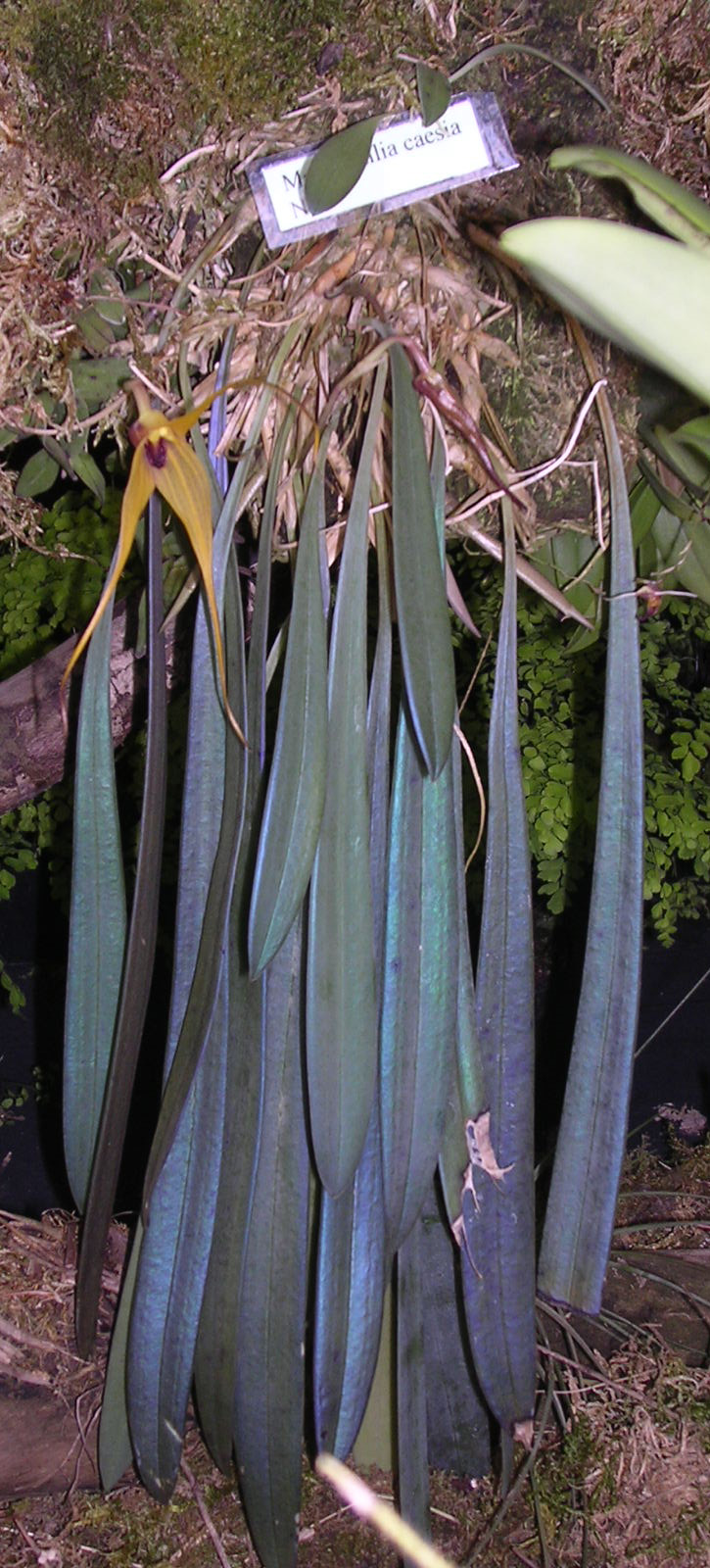
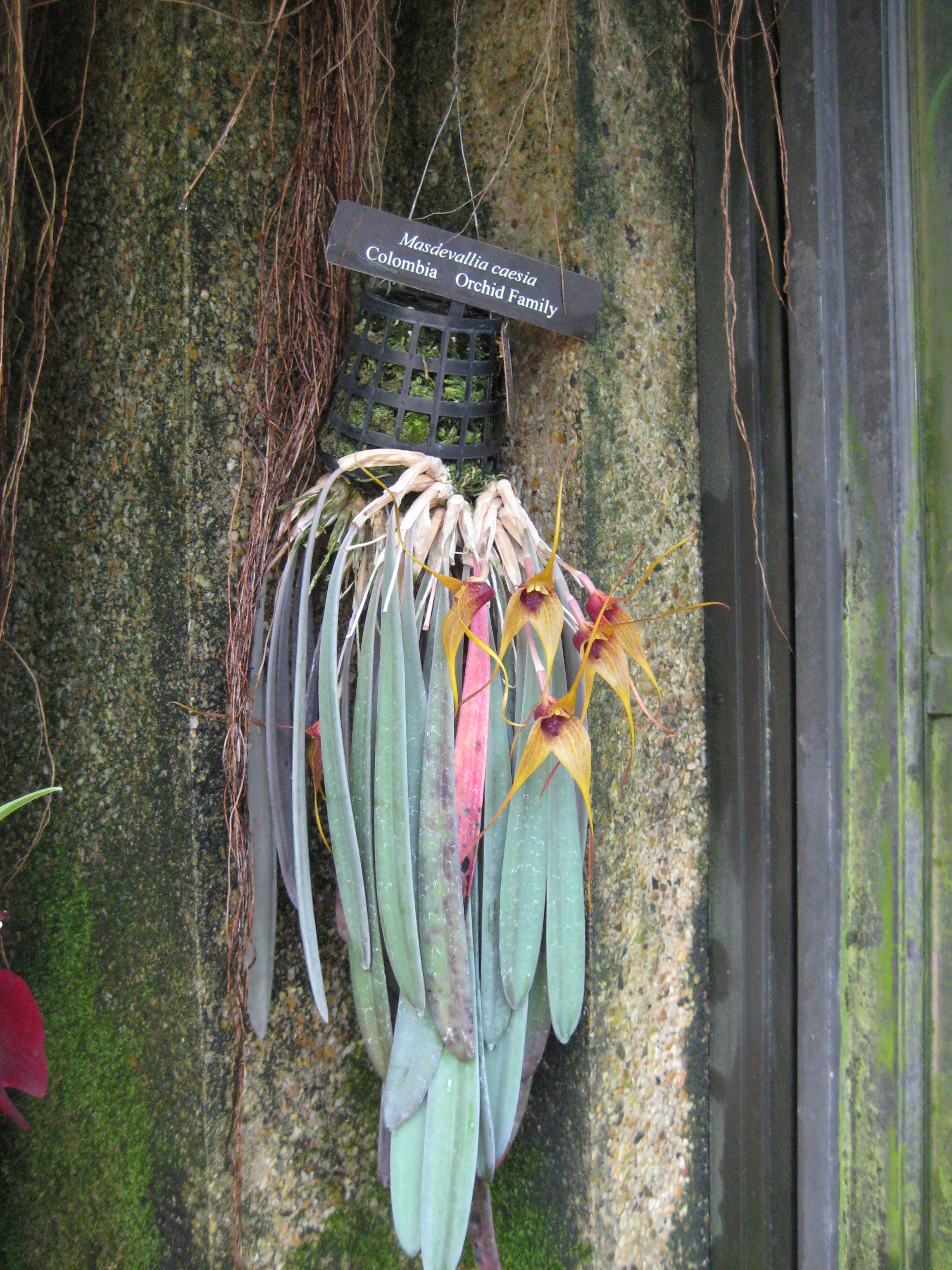
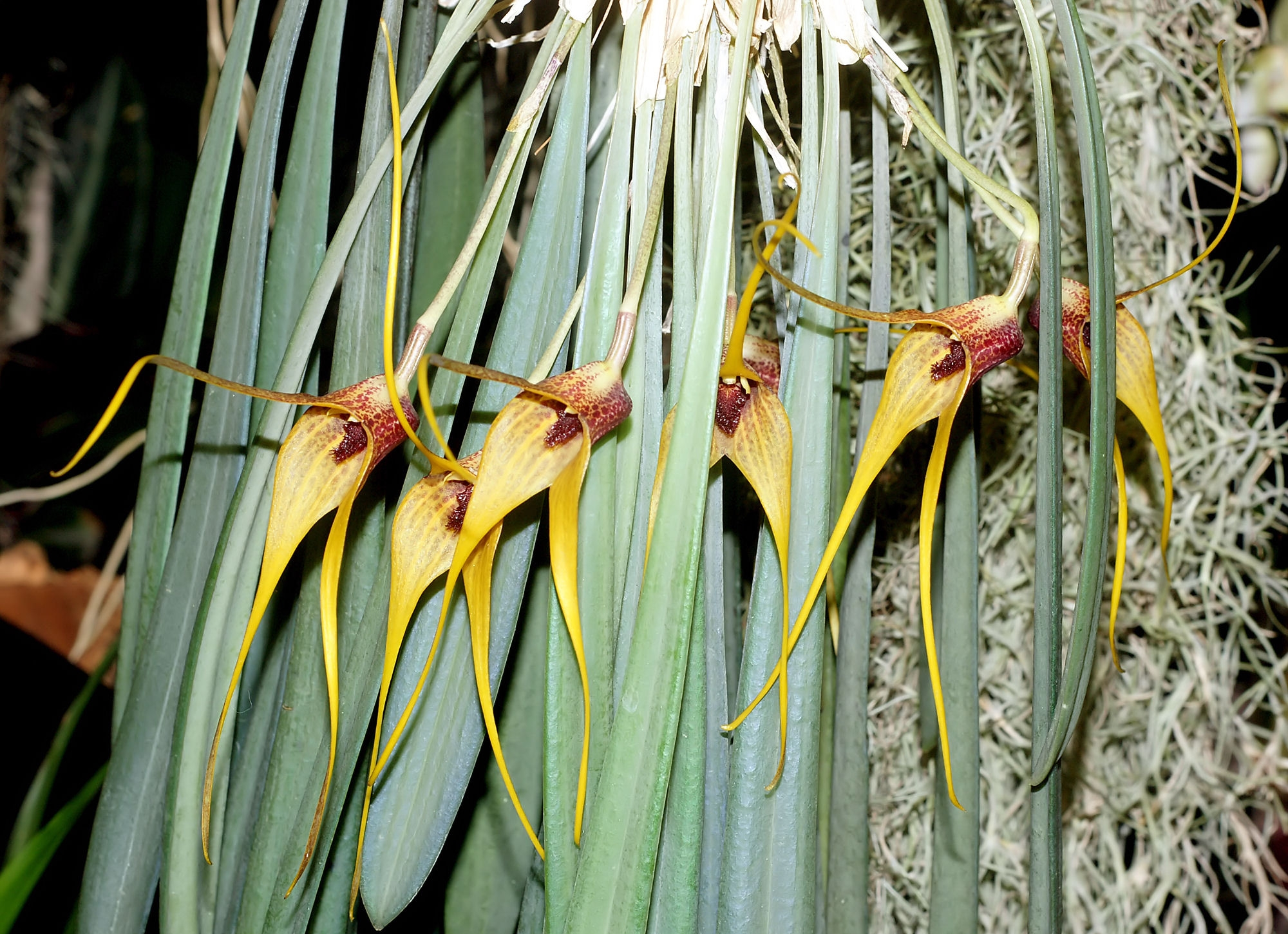